# Ulbjerg
Ulbjerg is een plaats in de Deense regio Midden-Jutland, gemeente Viborg. De plaats telt 475 inwoners (2008).